# Akaishi Michiyo
Akaishi Michio (赤石 路代 (Xích Thạch Lộ Đại) Akaishi Michiyo, sinh 11 tháng 10 năm 1959 tại Urawa) là một tác giả manga người Nhật. Bà tốt nghiệp trường trung học nữ Saitama Dai-Ichi và sau đó theo học tại Musashino Art University. Năm 1979, Akaishi đứng đầu trong cuộc thi Shogakukan Shinjin Comic.
Câu chuyện đầu tay của bà là Marshmallow Tea wa Hitori de, đăng vào tháng 1 năm 1980 trên Bessatsu Shōjo Comic. One More Jump  của Akaishi thắng giải Shogakukan Manga Award năm 1994 cho kodomo manga. Bà cũng là giám khảo cho Shogakukan Manga Awards lần thứ 53 vào năm 2008.

## Công việc
- Moete Miko (燃えてＭＩＫＯ | Burning Miko) [1982]
- Alpen Rose (アルペンローゼ | Arupen Rōze) [1983-1986]
- 6-byou no 9-gatsu (６秒の９月 | Of 6 seconds in September) [1984]
- Supākuringu sutorīto (スパークリング ストリート | Sparkling Street)	[1984]
- Naisho no Half Moon (ないしょのハーフムーン)	[1985]
- Andasutadi (アンダースタディー | Under study) (1985)
- Kyatchi 30-byō (キャッチ30秒 | Catch 30 seconds) [1986]
- Hime 100% (姫100％ | Princess 100%) [1987]
- "Arudo" no "a" (「あると」の「あ」 | "Alto" and "A") [1989]
- Vùng đất sao chổi / Ngôi sao cô đơn (天よりも星よりも | Ten yorimo hoshi yorimo) [1989]
- Fushigi no Rin (ふ・し・ぎのRIN | Rin in wonderland) [1990]
- SAINT (セイント) [1992]
- P.A.（プライベート・アクトレス | Private Actress）[1992]
- Ashita watashi ni korosareru (明日・わたしに・殺される | I will be killed tomorrow) [1992]
- Asutarisuku (アスターリスク | Asterisk) [1992]
- Wan moa janpu (ワン・モア・ジャンプ | One More Jump) [1993]
- News 6:30	(ニュースろくさんまる | News Roku San Maru) [1996]
- Ame no Niau Jeya (雨の似合う部屋 | Room look good rain)	[1996]
- Yoru ga Owaranai (夜がおわらない | The Lights Never End) [1997]
- Fair Lady wa Namida wo Nagasu (フェアレディは涙を流す | Fair Lady shed tears) [1997]
- Silent Eye (サイレント) [1997]
- Eien kamo shirenai (永遠かもしれない | Perhaps Forever)	[1998]
- Alexander Daiou - Tenjou no Oukoku (アレクサンダー大王 ~天上の王国~ | Alexander the Great – Kingdom) [1998]
- Sutoroberīmūn (ストロベリームーン | Strawberry Moon)	[2000]
- Amakusa 1637 (AMAKUSA 1637) [2001-2006]
- Shichou Tooyama Kyouka (市長遠山京香 | Mayor Kyoka Toyama) [2001-2008]
- Vương quốc điện ảnh (シネマの帝国 | Cinema no Teikoku) [2002]
- Video J (ビデオジェイ) [2003]
- Khúc tình ca ban mai (暁のARIA | Akatsuki no Aria) [2006-2012]
- Keitai ga Ochiteita (ケータイが落ちていた | A Cell Phone Was Dropped)  [2006]
- Fice On Ice (ファイヤーオンアイ | Faiyāon'ai) [2009-2014]
- Ten No Shinwa Chi No Eien (天の神話地の永遠 | Eternal Heaven of Mythology Land) [2014]
- Angel Trumpet (エンジェル・トランペット) [2012-2017]